# Nikolaj Iljič Kamov
Nikolaj Iljič Kamov (rusky Николай Ильич Камов; 1.jul./ 14. září 1902greg., Irkutsk – 24. listopadu 1973, Moskva) byl zakladatel a hlavní konstruktér sovětské konstrukční kanceláře Kamov (rusky Особое Конструкторское Бюро Камов, zkráceně ОКБ Камов, tovární prefix Ka), proslulé zejména výrobou vrtulníků s koaxiálním rotorem. Kancelář se však zabývala i jinými konstrukcemi, např. aerosaněmi pro sovětskou poštu spadající pod Ministerstvo spojů.

## Životopis
V roce 1923 Nikolaj Iljič Kamov promoval na Tomském polytechnickém institutu. Od tohoto roku pracoval na různých pozicích v leteckých továrnách SSSR.
V roce 1929 začal pracovat společně s Nikolajem Kirillovičem Skržinským na projektu autogyry s kloubovým rotorem KASKR-1 (zkratka KAmov-SKRžinskij). 25. září 1929 provedl stroj první vzlet, pilotem byl Ivan V. Michejev, v zadním kokpitu seděl Nikolaj I. Kamov. KASKR-1 připomínal autogyru Cierva C.8 španělského leteckého konstruktéra Juana de la Ciervy. Krátce poté dvojice mladých ruských konstruktérů zhotovila vylepšenou verzi KASKR-2. Mezi členy týmu KASKR byl tou dobou i začínající Michail Leonťjevič Mil, později zakladatel konkurenční konstrukční kanceláře Mil.
V roce 1930 byla sestavena speciální skupina pro autogyry v CAGI, k níž se N. I. Kamov připojil v roce 1931. V roce 1933 se skupina transformovala v Otděl osobych konstrukcij (rusky Oтдeл oсoбых кoнстpyкций, zkr. OOK) se třemi divizemi. Divize byly vedeny V. A. Kuzněcovem, N. I. Kamovem a N. K. Skržinským. Divize aerodynamiky byla vedena M. L. Milem.
V roce 1940 byl založen na letišti Podosinki poblíž železniční stanice Uchtomskaja Závod č. 290, první konstrukční kancelář v SSSR specializovaná na produkci autogyr. Autor myšlenky N. I. Kamov se stal hlavním konstruktérem a vedoucím mužem, M. L. Mil byl ustanoven jeho zástupcem. Závod č. 290 vyráběl autogyry CAGI A-7 (které byly vyvinuty již dříve a v roce 1937 získaly státní atestaci) ve vojenské verzi A-7-3a. Pokračující druhá světová válka způsobila přerušení výroby. V roce 1943 byl zastaven i Kamovův projekt autogyry AK. V tuto chvíli však měl Kamov již dost zkušeností, aby mohl přejít z autogyry ke konstrukci helikoptéry. Po skončení války se země s vyspělým leteckým průmyslem SSSR nevyjímaje soustředily na vývoj letadla schopného kolmého vzletu a přistání, visu ve vzduchu a pomalého horizontálního pohybu libovolným směrem. Tyto parametry splňoval vrtulník.
Prvním Kamovovým vrtulníkem byl malý, ale pohyblivý Ka-8 s koaxiálním rotorem, na němž pracoval od roku 1945. Byl hotov v roce 1947. Díky svým rozměrům a manévrovacím schopnostem zaujal vedení sovětského námořnictva, nevyžadoval totiž zvláštní úpravy na menších plavidlech, odkud by operoval. Stroj neměl kapotáž a byl pojmenován Irkutjanin (rusky Иркутянин, což znamená obyvatel Irkutska – na počest Kamovova rodiště). Vrchní velitel námořnictva admirál Nikolaj Gerasimovič Kuzněcov dostal nápad založit konstrukční kancelář pod Kamovovým velením specializovanou na námořní helikoptéry. Od tohoto dne byly aktivity N. I. Kamova orientovány na námořnictvo. Úspěšná demonstrace vrtulníku vedla ke vzniku experimentální konstrukční kanceláře č. 2 (OKB č. 2) nařízením ministra leteckého průmyslu Michaila Vasiljeviče Chruničova ze 7. října 1948. Tímto vznikla slavná konstrukční kancelář Kamov. Lidé z projektu Ka-8 byli převedeni do nové kanceláře pod Kamovovo vedení. Konstruktérovi se dostalo gratulací i od Stalina.

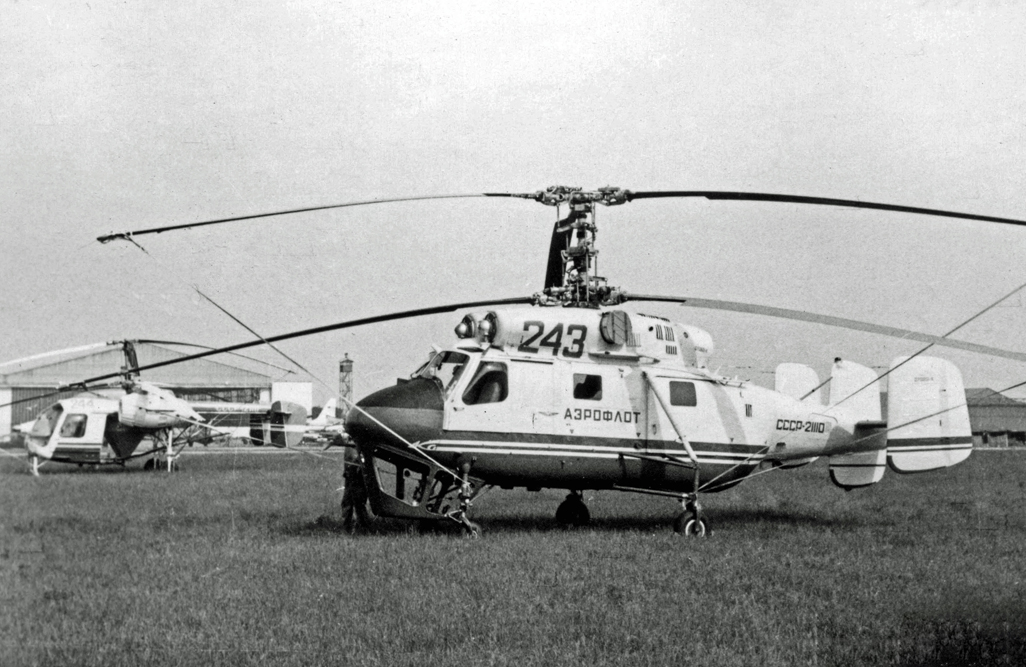
Ka-25K společnosti Aeroflot

Následoval vývoj vrtulníku Kamov Ka-10, jehož koncepce byla podobná předchozímu Ka-8. Šlo rovněž o malý nekapotovaný vrtulník s motorem AI-4 pohánějícím koaxiální rotor. V říjnu 1950 proběhly zkoušky na lodi Maxim Gorkij, během nichž se typ osvědčil. Byl to zároveň první start vrtulníku z lodi v historii SSSR. Následovala nevelká sériová produkce. Kamov se poté podílel na vývoji dalších helikoptér, např. Ka-15, Ka-18, Ka-25, Ka-26 a také na těžkém konvertoplánu Ka-22 zvaném Vintokryl.
Nikolaj Iljič Kamov zemřel 24. listopadu 1973, nedožil se prvního zkušebního letu helikoptéry Ka-27, na které se svou skupinou techniků pracoval. Je pochován na moskevském hřbitově Novoděviči. Značka Kamov byla zachována, novým šéfkonstruktérem a vedoucím kanceláře byl vybrán vedením obranné složky Ústředního komitétu komunistické strany SSSR ze tří kandidátů tehdy teprve 35letý Sergej Viktorovič Michejev, vedoucí jedné z divizí.
| „                     | Celý život jsem se věnoval své oblíbené činnosti. Všechny mé plány byly naplněny. Já i mí kolegové jsme měli možnost – a stále máme – naplno dokázat své schopnosti, angažovat se v tvůrčí činnosti a vytrvale následovat cestu, kterou jsme si vybrali. | “ |
| — Nikolaj Iljič Kamov | |   |